# Nowy Sympozjon
Nowy Sympozjon – seria wydawnicza Spółdzielni Wydawniczej „Czytelnik”.

## Tomy wydane
Uwaga: tomy wydane w latach wcześniejszych oznakowane są znakiem typowym dla tej serii ale nie noszą nazwy tej serii.
- Antologia współczesnej krytyki literackiej we Francji (opracował Wojciech Karpiński 1973)
- Archetypy i symbole (Carl Gustav Jung 1976)
- Człowiek matematyczny i inne eseje (Robert Musil 1995)
- Dehumanizacja sztuki i inne eseje (José Ortega y Gasset 1980)
- Dostojewski i Nietzsche. Filozofia tragedii (Lew Szestow 2000 wyd.2)
- Droga myślowa Martina Heideggera (Otto Pöggeler 2002)
- Esej o człowieku. Wstęp do filozofii kultury (Ernst Cassirer 1998 wyd.3)
- Filozofia jako polityka kulturalna (Richard Rorty 2009)
- Historia Europy w XIX wieku (Benedetto Croce 1998)
- Historia i trwanie (Fernand Braudel 1999)
- Historia seksualności (Michel Foucault 1995, 2000)
- Homo Ludens. Zabawa jako źródło kultury (Johan Huizinga 1985)
- Nietzsche. Biografia myśli (Rüdiger Safranski 2003)
- Masa i władza (Elias Canetti 1996)
- Mistycyzm żydowski i jego główne kierunki (Gershom Scholem 1997)
- Myślenie (Hannah Arendt 2002)
- Nowa proza amerykańska. Szkice krytyczne (1983)
- O literaturze. Wybór esejów  (Theodor Adorno 2005)
- O rewolucji (Hannah Arendt 2003)
- O starzeniu się. Bunt i rezygnacja; Podnieść na siebie rękę. Dyskurs o dobrowolnej śmierci (Jean Améry 2007)
- Problemy literatury i estetyki (Michaił Bachtin 1982)
- Proza świata. Eseje o mowie (Maurice Merleau-Ponty 1999)
- Resentyment a moralność (Max Scheler 1997 wyd.2)
- Rozmowy z Claude Lévi-Straussem (Georges Charbonnier 2000 wyd.2)
- Rany symboliczne. Rytuały inicjacji i zazdrość męska (Bruno Bettelheim 1989)
- Semiologia życia codziennego (Umberto Eco 1996, 1998, 1999)
- Ucieczka od wolności (Erich Fromm 1995, 1997 – wyd.4, 1998, 1999, 2000, 2001, 2003, 2004, 2005, 2007, 2008 – wyd.13)
- W kręgu antropologii i psychologii społecznej (Arnold Gehlen 2001)
- Wola (Hannah Arendt 1996, 2002)
- Velazquez i Goya (José Ortega y Gasset 1993)
- Zło. Dramat wolności (Rüdiger Safranski 1999)
- Związki i znaczenia. Eseje wybrane (Enzo Paci 1980)
- Życie Jezusa (Georg Wilhelm Friedrich Hegel 1995)